# Enock Kwateng
Enock Kwateng, född 9 april 1997, är en fransk fotbollsspelare som senast spelade för Bordeaux.

## Karriär
Kwateng började sin fotbollskarriär i FC Mantois 78, där han spelade mellan 2004 och 2012. Därefter flyttade han till Nantes och var en ungdomsspelare i klubben fram till 2015. Kwateng gjorde den 15 augusti 2015 sin Ligue 1-debut i en 0–0-match mot Angers, där han blev inbytt i den 79:e minuten mot Olivier Veigneau. Totalt spelade Kwateng dock endast tre tävlingsmatcher under säsongen 2015/2016. Även följande säsong var han inte ordinarie och spelade endast sju ligamatcher. Säsongen 2017/2018 blev det ännu mindre speltid för Kwateng som endast gjorde ett framträdande. Följande säsong var han dock en viktig spelare i Nantes och spelade 30 ligamatcher.
Den 6 juni 2019 värvades Kwateng av Bordeaux, där han skrev på ett fyraårskontrakt. Han debuterade den 24 augusti 2019 i en 2–0-vinst över Dijon. Kwateng spelade totalt 14 ligamatcher och en cupmatch under säsongen 2019/2020. Följande säsong spelade han 18 ligamatcher och gjorde ett mål. Målet gjorde Kwateng den 23 maj 2021 i en 2–1-vinst över Reims.

## Meriter
Frankrike U19
- U19-Europamästerskapet: 2016